# 伊薩克雷區

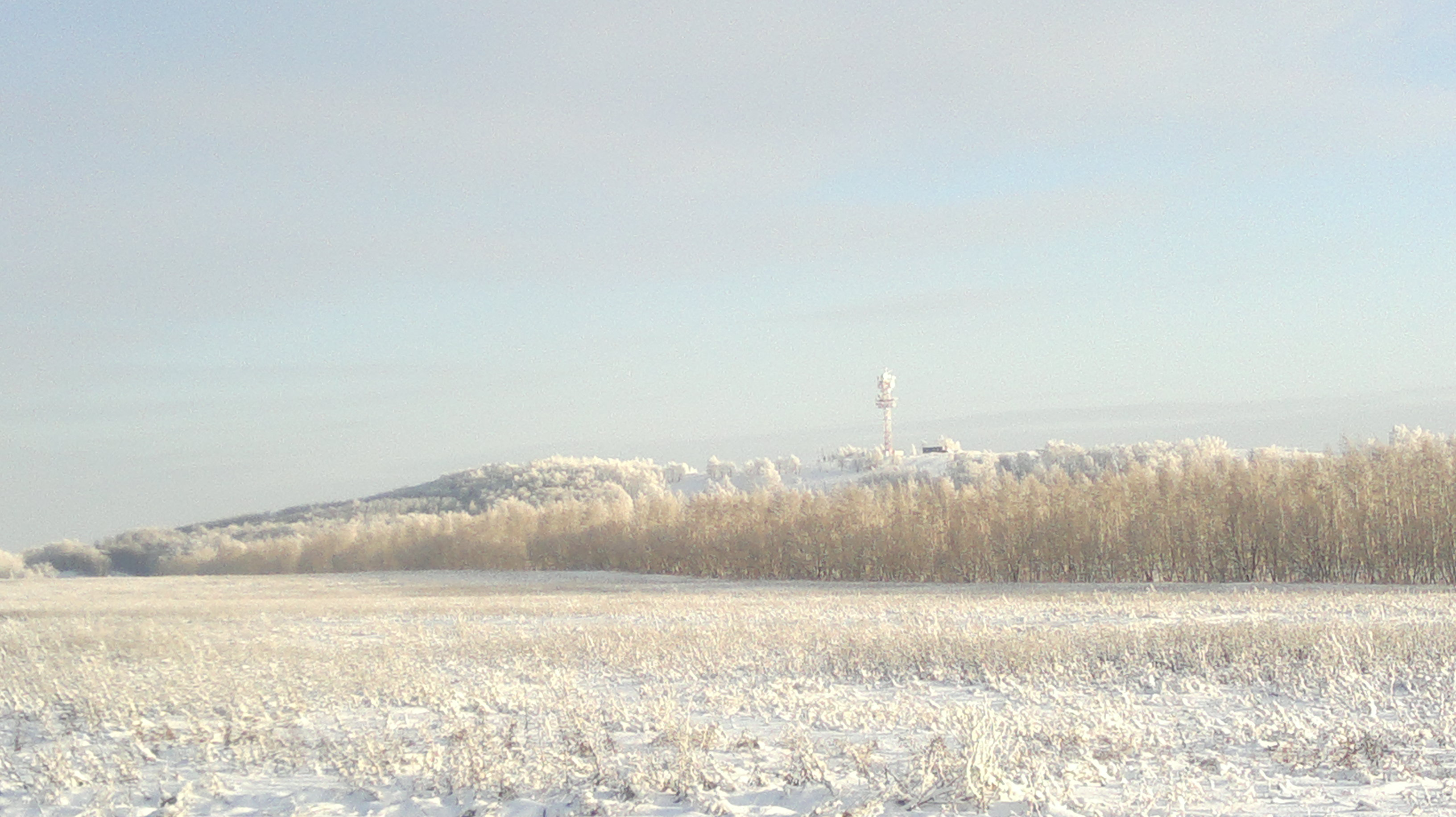

54°08′N 51°32′E / 54.133°N 51.533°E
伊薩克雷區（俄语：Исаклинский район），是俄羅斯的一個區，位於該國西南部，由薩馬拉州負責管轄，面積1,578平方公里，2010年人口13,395，人口密度每平方公里8.49人。